# Scott Barrett (Skirennläufer)
Scott Barrett (* 13. März 1983 in Toronto) ist ein ehemaliger kanadischer Skirennläufer. Seine größten Erfolge feierte er im Riesenslalom und im Slalom.

## Karriere
Barrett nahm ab Dezember 1998 an FIS-Rennen teil und startete im März 1999 erstmals im Nor-Am Cup. Während ihm bei FIS-Rennen mehrere Siege und zahlreiche Podestplätze gelangen, erzielte er im Nor-Am Cup zunächst keine vorderen Platzierungen. Erst im März 2005 fuhr er zum ersten Mal in einem Nor-Am-Rennen unter die schnellsten zehn. In der Saison 2006/2007 gelang ihm schließlich der Anschluss an die Spitze: Er erreichte zunächst im Januar 2007 seine ersten Podestplätze und feierte am 15. März 2007 im Riesenslalom von Panorama seinen ersten Sieg. Am Ende des Winters belegte er in der Riesenslalomwertung den zweiten Rang, in der Slalomwertung Rang fünf und in der Gesamtwertung Rang acht. Ähnlich erfolgreich verlief die folgende Saison 2007/08: Barrett feierte am 4. Januar 2008 im Riesenslalom von Sunday River seinen zweiten Nor-Am-Sieg, wurde Fünfter in der Riesenslalom-, Sechster in der Slalom- und Siebter in der Gesamtwertung.
Neben dem Nor-Am Cup nahm Barrett auch an einigen Rennen im Europacup, bei denen er allerdings nur einmal unter die besten 30 kam, und von November 2006 bis November 2008 an insgesamt elf Slalom- und Riesenslalomrennen im Weltcup teil, bei denen er sich jedoch nie für den zweiten Durchgang qualifizieren konnte. Nachdem Barrett im Winter 2008/2009 seine letzten Rennen im Nor-Am Cup gefahren war, nahm er bis April 2011 noch an FIS-Rennen in seinem Heimatland teil.

## Erfolge

### Nor-Am Cup
- Saison 2006/07: 2. Riesenslalomwertung, 5. Slalomwertung, 8. Gesamtrang
- Saison 2007/08: 5. Riesenslalomwertung, 6. Slalomwertung, 7. Gesamtrang
- 6 Podestplätze, davon 2 Siege:

| Datum          | Ort          | Land   | Disziplin    |
| -------------- | ------------ | ------ | ------------ |
| 15. März 2007  | Panorama     | Kanada | Riesenslalom |
| 4. Januar 2008 | Sunday River | USA    | Riesenslalom |

### Weitere Erfolge
- Kanadischer Vizemeister im Riesenslalom 2007
- 18 Siege in FIS-Rennen